# Tepanje
Tepanje este o localitate din comuna Slovenske Konjice, Slovenia, cu o populație de 508 locuitori.